# Сувенір (фільм, 1942)
«Сувенір» (азерб. «Sovqat») — радянський військовий драматичний короткометражний художній фільм 1942 року, знятий на Бакинській кіностудії.

## Сюжет
Фільм оповідає про труднощі, що випали людям, які працювали в тилу під час Німецько-радянської війни.

## У ролях
- Лейла Бадірбейлі — Айна
- Алескер Алекперов — Аяз
- Азіза Мамедова — епізод
- Рза Дарабли — епізод
- Ахмед Гамаринський — епізод
- Рашид Атамалібеков — епізод
- Мірмахмуд Касимовський — епізод
- Мовсун Санані — епізод
- Ісмаїл Ефендієв — епізод

## Знімальна група
- Режисери-постановники: Гусейн Саїдзаде, Ніязі Бадалов
- Автори сценарію: Імран Гасимов, Енвер Мамедханли
- Оператори-постановники: Аскер Ісмаїлов, Сейфулла Бадалов
- Художник-постановник: Алі-Саттар Атакішиєв
- Звукооператор: Ілля Озерський
- Асистент режисера: Мамед Алілі
- Директор фільму: Теймур Хусейнов